# 平源 (旅館)
平源旅館（ひらげんりょかん）は、秋田県横手市大町にある歴史的建造物。明治6年（1873年）創業の老舗旅館であった。
本館、蔵ともに国の登録有形文化財に登録されている。
千家尊福、美空ひばり、石坂洋次郎、石川達三、棟方志功、内田百閒、犬養毅、石橋湛山、伏見宮博恭王、閑院宮載仁親王、依仁親王妃周子など数多くの著名人や皇族のゆかりの宿で格式高い建物である。
かつて横手駅の駅弁も製造。

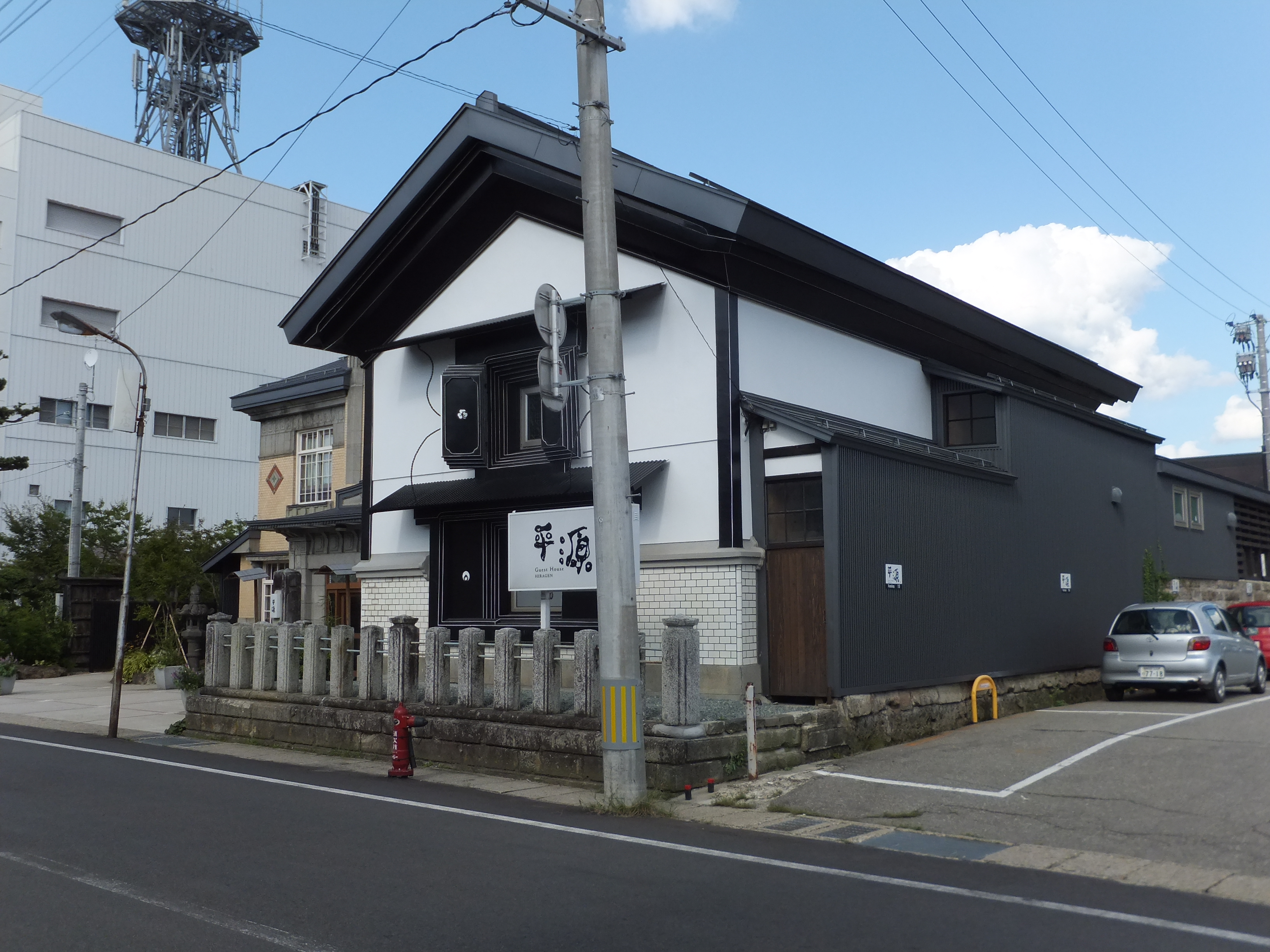
旅館平源土蔵。同じく登録有形文化財。

## 沿革
- 1873年 - 平田源助（4代）が明治6年創業
- 1926年 - 類焼によって土蔵を除く本館焼失。大正ロマン漂う現在の建物となる。
- 2008年 - 8代目・平田源助（哲太郎）の時に閉館
- 2011年 - 株式会社イヤタカが土地、建物を取得。横手川に面する部分を結婚披露宴会場として新築。蔵をチャペルとして本館を含む全面改修工事に着手。
- 2012年 - 7月 ウエディングスペース「ゲストハウス平源」としてオープン。

## 駅弁
駅弁の製造は横手駅前「平源支店弁当部」が製造。その昔、有名だったのが「かまくら弁当」で、急行津軽の車内でも発売されていた。
2005年に横手駅・湯沢駅両駅の100周年イベントに合わせて「かまくら弁当」が復活された。